# Corchorus lasiocarpus
Corchorus lasiocarpus là một loài thực vật có hoa trong họ Cẩm quỳ. Loài này được Halford mô tả khoa học đầu tiên năm 2004.